# Medalla del 10.º Aniversario de la Polonia Popular
La Medalla del 10.º Aniversario de la Polonia Popular (en polaco: Medal 10-lecia Polski Ludowej) es una medalla conmemorativa estatal civil polaca, establecida por decreto del Consejo de Estado de la República Popular de Polonia del 12 de mayo de 1954, para  conmemorar el décimo aniversario de la República Popular de Polonia. La medalla fue diseñada en 1954 por Józef Gosławski La condecoración fue otorgada en el período comprendido entre el 22 de julio de 1954 y el 22 de julio de 1955. Durante dicho periodo se entregaron unas 267.671 medallas.

## Estatuto
La medalla fue establecida por el decreto del Consejo de Estado del 12 de mayo de 1954. Este decreto definió las reglas generales para la concesión de la condecoración, enumerando las profesiones cuyos representantes podrían recibir la medalla. El período para el que se concibió el premio se limitó a un año, del 22 de julio de 1954 al 22 de julio de 1955. Se estableció que una persona puede ser honrada una sola vez; También existe la posibilidad de perder la condecoración en caso de pérdida de los derechos de honor públicos y civiles, y si la persona se considera indigna de la medalla o cuando el premio se otorga como resultado de un error o tergiversación. 
Es mismo día, se adoptó, por Resolución del Consejo de Estado del 12 de mayo de 1954: el Estatuto de la medalla. Dicho estatuto específica la apariencia de la insignia, las reglas de adjudicación, describe el procedimiento para presentar solicitudes para otorgar la medalla, así como la forma de presentar y llevar la condecoración. Según la resolución, la medalla era otorgada a:
- Trabajadores, campesinos, técnicos, ingenieros, comunicación, comunicaciones, construcción, comercio, cooperativas y otros sectores de la economía nacional.
- Científicos, trabajadores de la cultura, la educación y la salud
- Empleados de la administración estatal y económica
- Soldados de las Fuerzas Armadas y empleados de cuerpos de seguridad pública
- Activistas políticos y sociales

Quienes se hayan distinguido por su labor profesional o actividad sociopolítica, contribuyendo al desempeño de las labores constructivas socialistas y multiplicando las fuerzas de la Patria.
Podían solicitar una medalla los miembros del Gobierno, los jefes de las oficinas centrales, las autoridades supremas de las organizaciones políticas, sociales y cooperativas y las presidencias de los consejos nacionales de voivodatos. La iniciativa podría provenir de autoridades que reporten a las entidades mencionadas. El formulario en el que estaba contenida la solicitud requería el suministro de datos personales de la persona, datos sobre el desarrollo de su labor y actividades profesionales desde 1944, así como una breve descripción de la totalidad de su labor profesional, actividad y actitud social. En el caso de las personas empleadas en los lugares de trabajo, también se requería la opinión de la dirección y del partido de la empresa y la organización sindical. A su vez, en el caso de los campesinos individuales y los miembros de las cooperativas de producción, se requirió una opinión del presídium del consejo nacional del Poviat.
Los organismos autorizados para otorgar la condecoración fueron: el presidente del Consejo de Estado, miembros del Consejo de Estado, miembros del Gobierno, presidente o miembros del presídium de la Voivodía, Poviat o consejo nacional de la ciudad.
Además, en el caso de entrega de la medalla en el extranjero, el derecho a otorgarla correspondía al jefe de la oficina diplomática o consular. A su vez, en el caso de militares, la condecoración podría ser entregada por un comandante militar autorizado por el ministro de Defensa Nacional y en el caso de trabajadores de seguridad, por personas autorizadas por el ministro de Seguridad Pública.
La medalla se lleva en el lado derecho del pecho y, en presencia de otras órdenes y medallas de la República Popular de Polonia, se coloca inmediatamente después de la Medalla de las Fuerzas Armadas al Servicio de la Patria y antes de la Medalla por una Larga Vida Conyugal. Si se usa en presencia de órdenes o medallas de la actual República de Polonia, estas últimas tienen prioridad.
La pérdida de fuerza legal del Estatuto de la Medalla del 10º Aniversario de la Polonia Popular se produjo con la entrada en vigor de la Resolución del Consejo de Estado del 29 de febrero de 1960 sobre órdenes y condecoraciones.
Junto a la medalla se entregaba una tarjeta de condecoración, que era un documento acreditativo del premio. De acuerdo con el Estatuto, la entrega debía ser ceremonial, movilizando a los empleados de un determinado lugar de trabajo o residentes de una determinada localidad para incrementar sus esfuerzos en el trabajo y las actividades del estado.

## Descripción
La insignia fue diseñada en 1954 por el escultor y medallista polaco Józef Gosławski.
Su aspecto se describe en el apartado 1 de los Estatutos Sociales, al que también se adjunta un anexo en forma de modelo de dibujo. Según la resolución, la medalla es unilateral y su diámetro es de 40 mm. El borde de la medalla está ranurado transversalmente en el plano, estrechándose hacia el centro, dividido en seis intervalos iguales con un adorno de hojas de roble, que sobresale más allá del círculo de la medalla. En el centro hay un escudo redondo y cóncavo con un diámetro de 20 mm, bordeado por un borde con un diámetro de 5 mm. Hay una imagen de tres figuras de pie en el escudo. Uno de ellos sostiene una bandera nacional hecha de esmalte blanco y rojo, el otro un fajo de centeno y el tercero un libro. En la parte inferior del borde hay la inscripción 1944 22 de julio de 1954, y en la parte superior hay un adorno de hojas de laurel. La superficie con el grupo de figuras y las asas de la medalla están oxidadas, mientras que el borde está dorado. 
El reverso es liso, plateado y ligeramente mate. En la parte superior de la medalla hay un ojal con un anillo con el que se fija la medalla a la cinta. La cinta de la medalla es rectangular con esquinas cortadas. En su centro hay un número romano X. En la parte posterior de la cinta tiene un alfiler para sujetar la medalla a la ropa.

## Galardonados
Una de las personas distinguidas fue Józef Gosławski, el diseñador del premio. El escultor fue condecorado el 28 de febrero de 1955 a petición del ministro de Cultura y Arte.